# Dugin eukaliptus
Dugin eukaliptus (eukaliptus duginih boja, dugino drvo, lat. Eucalyptus deglupta), vrsta je vazdazelenog drveta iz roda eukaliptusa, porodica mirtovki. Ime je dobilo po šarenoj kori u duginim bojama, nalik na oslikano umjetničko platno. Kora je tanka, glatka, a vanjski se slojevi ljušte svake godine u različito vrijeme. 
Ovo je jedina vrsta eukaliptusa čija kora nema aromatičan mirisa raste po sjevernoj polutki. Autohtona je u Indoneziji, Papui Novoj Gvineji i Filipinima, a uzgaja se i plantažno po mnogim zemljama gdje je uvezeno. Na Filipinima se od ovog drveta pravi papir, a širom svijeta se koristi kao ukrasno drvo. Najbolje uspjeva po kišnim šumama, i osjetljivo je na nedostatak vode.
- E. deglupta
- E. deglupta
- E. deglupta
- E. deglupta
- E. deglupta

## Vanjske poveznice
|  | Zajednički poslužitelj ima još gradiva o temi Eucalyptus deglupta |
|  | Wikivrste imaju podatke o taksonu Eucalyptus deglupta             |